# Grayia (plant)
Grayia is een geslacht van planten in de onderfamilie Chenopodioideae van de familie Amaranthaceae. De vier struikachtige soorten komen voor in droge en semi-aride streken van westelijk Noord-Amerika.

## Beschrijving
De soorten van het geslacht Grayia zijn struikachtig en bereiken een hoogte van 15–150 cm. De stengels groeien omhoog en zijn vertakt en houtachtig. Jonge stengels zijn dicht behaard, maar worden later glad, zijwaarts groeiende takken krijgen soms stekels. Jonge takken zijn geribbeld of gestreept. De oude bast is grijsbruin. De knoppen in de bladoksels zijn opvallend en bijna bolvormig. De bladeren variëren sterk in grootte, lengte 6–80 mm, breedte 1,5–42 mm. Vooral aan de uiteinden zijn de bladeren behaard met enkelvoudige of vertakte haren.
De planten in dit geslacht kunnen zowel tweehuizig als eenhuizig zijn. Mannelijke bloemen hebben geen schutbladen, en bestaan uit een bloembekleedsel van 1–2 mm lengte met 4-5 meeldraden. De vrouwelijke bloemen bestaan alleen uit een vruchtbeginsel met twee draadvormige stempels.
De bloeitijd is maart tot juni.

## Verspreiding
Het geslacht Grayia is inheems in het westen van de Verenigde Staten (Arizona, Californië, Colorado, Idaho, Montana, New Mexico, Nevada, Oregon, Utah, Washington en Wyoming). De planten uit dit geslacht groeit in droge of semi-aride gebieden.

## Systematiek
Het geslacht Grayia werd voor het eerst in 1840 beschreven door William Jackson Hooker en George Arnott Walker-Arnott in The Botany of Captain Beechey's Voyage (p. 387-388). Het geslacht omvatte toen slechts één soort, Grayia polygaloides Hook. & Arn. (nom. illeg. ) Moq. De geslachtsnaam werd gekozen ter ere van de Amerikaanse botanicus Asa Gray.
Grayia behoort tot de stam Atripliceae van de onderfamilie Chenopodioideae in de familie van de  Amaranthaceae. Tot 2010 werd het geslacht als monotypisch behandeld. Na fylogenetisch onderzoek namen Zacharias & Baldwin (2010) hier ook het geslacht Zuckia in op. Grayia bestaat nu uit 4 soorten:

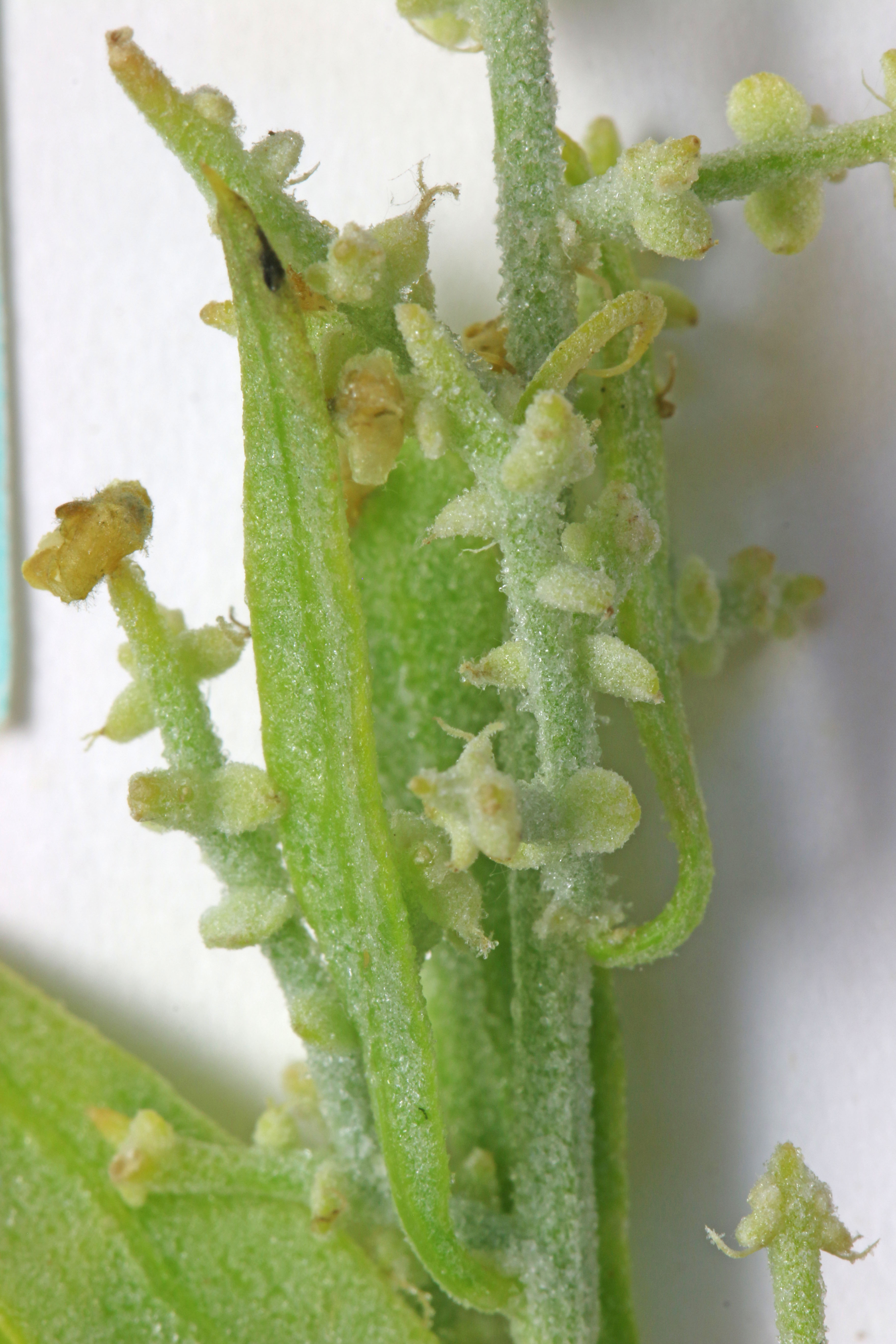
Grayvia brandegeei

- Grayia arizonica(Standl.) E.H.Zacharias
- Grayia brandegeeiA.Gray
- Grayia plummeri(Stutz & S.C.Sand.) E.H.Zacharias
- Grayia spinosa(Hook.) Moq.

## Wetenswaardigheden
Er is ook een geslacht slangen dat Grayia heet. Dat geslacht is genoemd naar de zoöloog John Edward Gray.